# Guido Rodríguez
Guido Rodríguez (født 12. april 1994) er en argentinsk professionel fodboldspiller, som spiller for La Liga-klubben Real Betis og Argentinas landshold.

## Landsholdet
Han blev udtaget i Argentinas trup til VM i fodbold 2022 i Qatar.